# Докудів-Другий
Докудів-Другий (пол. Dokudów Drugi, Докудув Друґи) — село в Польщі, у гміні Біла Підляська Більського повіту Люблінського воєводства. Населення — 298 осіб (2011).

## Історія
У 1975—1998 роках село належало до Білопідляського воєводства.

## Демографія
Демографічна структура станом на 31 березня 2011 року:
|          | Загалом | Допрацездатний вік | Працездатний вік | Постпрацездатний вік |
| -------- | ------- | ------------------ | ---------------- | -------------------- |
| Чоловіки | 148     | 45                 | 83               | 20                   |
| Жінки    | 150     | 34                 | 80               | 36                   |
| Разом    | 298     | 79                 | 163              | 56                   |